# Gustavo Cortés
Gustavo de la Cruz Cortés Jorquera (n, Santiago, 24 de noviembre de 1944) es un exfutbolista y director técnico de larga trayectoria en el fútbol chileno. Actualmente pertenece al directorio del Colegio de Técnicos de Fútbol de Chile, del que fue su presidente durante varios años.

## Trayectoria
Luego de destacar como jugador de Palestino, el único cuadro que defendió profesionalmente durante ocho temporadas, debutó en 1964 en Primera División y se retiró anticipadamente por una lesión en 1971. Gustavo Cortés se inició como entrenador en las divisiones inferiores en el mismo club en 1973, y a la misma vez como ayudante técnico de Caupolican Peña en el Primer equipo. Debutó como técnico oficial durante toda la segunda rueda el campeonato nacional de 1976, por compromisos de Caupolican Peña con la Selección de fútbol de Chile.
Asume como entrenador oficial del primer equipo de Palestino en 1980 hasta 1985, cumpliendo buenas campañas en la Copa Chile 1983 y logrando el subcampeonato de la Copa Chile 1985. Adicionalmente tiene a su haber el récord de mayor cantidad de partidos dirigidos a Palestino en partidos oficiales con 291 (212 en Primera División, 77 en Copa Chile o torneos de apertura y 2 partidos por Copa Libertadores en 1979).
Como entrenador además ha dirigido a numerosos equipos en Primera División como Rangers de Talca, Deportes Concepción, Everton de Viña del Mar, Deportes Melipilla y Unión San Felipe, a este último en varias oportunidades.

## Clubes

### Como jugador
| Club      | País  | Año       |
| --------- | ----- | --------- |
| Palestino | Chile | 1958-1971 |

### Como entrenador
| Club                | País  | Año       |
| ------------------- | ----- | --------- |
| Palestino           | Chile | 1976      |
| Palestino           | Chile | 1980-1983 |
| Rangers             | Chile | 1984      |
| Palestino           | Chile | 1984-1985 |
| Deportes Concepción | Chile | 1986      |
| Everton             | Chile | 1987-1989 |
| Unión San Felipe    | Chile | 1989      |
| Unión San Felipe    | Chile | 1991-1992 |
| Palestino           | Chile | 1992-1993 |
| Unión San Felipe    | Chile | 1995-1996 |
| Deportes Melipilla  | Chile | 1997      |